# ワールドサイエンティフィック出版社
ワールドサイエンティフィック出版社（World Scientific Publishing）は、1981年に設立されたシンガポールに本社を置く学術出版社で、年間約600冊の科学、技術、医学関連の書籍と、さまざまな分野の135誌の雑誌を出版している。
1995年、ロンドンを拠点とするインペリアル・カレッジ・プレスをインペリアル・カレッジ・オブ・サイエンス、テクノロジー、メディシンと共に共同設立した。

## 設立
本社はシンガポールにある。会長兼編集長はフア・コク・クー（Phua Kok Khoo）博士、マネージング・ディレクターはドリーン・リュー（Doreen Liu）である。同社は二人によって1981年に設立された。

### インペリアル・カレッジ・プレス
1995年には、工学、医学、情報技術を専門とするインペリアル・カレッジ・プレスをインペリアル・カレッジ・ロンドンと共同で設立した。2006年、ワールドサイエンティフィックは、大学から付与されたライセンスに基づき、インペリアル・カレッジ・プレスの完全所有権を取得した。そして2016年8月、ICPはワールドサイエンティフィックに完全統合され、ワールドサイエンティフィック・ヨーロッパとして新たにスタートした。

## 受賞
ワールド・サイエンティフィックが出版したリム・シオン・グァン著『The Leader, The Teacher & You』（2013年）は、シンガポール文学賞（英語ノンフィクション部門）を共同受賞した。シンガポールノンフィクション文学賞の審査員は、図書評議会によって任命された独立した団体である。